# Anne de Mowbray, VIII contessa di Norfolk
Anne de Mowbray, contessa di Norfolk e duchessa di York (Castello di Framlingham, 10 dicembre 1472 – Londra, 19 novembre 1481), fu la sposa bambina di Riccardo, figlio minore di Edoardo IV d'Inghilterra, noto per essere uno dei due principi nella torre.

## Biografia

### Infanzia
Anne de Mowbray nacque il 10 dicembre 1472 al castello di Framlingham, nel Suffolk, unica figlia di John de Mowbray, IV duca di Norfolk ed Elizabeth Talbot, Duchessa di Norfolk (dicembre 1442 o gennaio 1443-fra novembre 1506 e maggio 1507), per parte di madre Anne era nipote di John Talbot, I conte di Shrewsbury, che combatté nella guerra dei cent'anni.
Ella rimase orfana di padre nel 1476 ed essendo figlia unica divenne l'erede di un'ingente fortuna.

### Matrimonio
Nemmeno due anni dopo, il 15 gennaio 1478 Anne si sposò con il giovane principe Riccardo, figlio minore di Edoardo IV d'Inghilterra nella cappella di St. Stephen, la sposa aveva cinque anni e lo sposo quattro.

### Morte
Il resto della breve vita di Anna non ebbe eventi di rilievo, ella morì attorno al 19 novembre 1481, la causa è ignota, ma è probabilmente da ascriversi ad una delle malattie che flagellavano l'infanzia del XV secolo, a Greenwich; meno di due anni dopo il suo giovane marito sarebbe scomparso nei recessi della torre di Londra insieme al fratello maggiore.
Alla sua morte gli eredi avrebbero dovuto essere due suoi cugini, William de Berkeley, I marchese di Berkeley, ma un atto del Parlamento datato al gennaio seguente trasferì i diritti ereditari al giovane Riccardo con la clausola che potessero essere ceduti ai propri discendenti o, in loro assenza, a quelli del padre Edoardo IV. Quest'azione potrebbe essere stata la causa del supporto di Howard all'ascesa alla corona del fratello del re Riccardo III d'Inghilterra, ai danni del nipote Edoardo V d'Inghilterra, Riccardo successivamente fece di Howard il I Duca di Norfolk e gli diede la metà spettante dell'eredità.
Anne venne sepolta nella cappella dedicata a Erasmo di Formia presso l'abbazia di Westminster, quando questa venne abbattuta per creare la cappella di Enrico VII nel 1507 il suo sarcofago venne spostato presso un'abbazia londinese retta dalle Monache clarisse e da lì se ne persero le tracce per lungo tempo.
Nel 1964 degli operai che lavoravano a Stepney scavando là dove c'era stata la cripta trovarono il sarcofago di Anne, sottoposto ad analisi venne successivamente riposto nell'abbazia di Westminster nel maggio 1965 dove tuttora riposa.

## Ascendenza
|                                            |                                  |                                             | Genitori                                   |  |  | Nonni |  |  | Bisnonni                            |  |  | Trisnonni                            |  |
|                                            |                                  |                                             |                                            |  |  |       |  |  | John de Mowbray, II duca di Norfolk |  |  | Thomas de Mowbray, I duca di Norfolk |  |
|                                            |                                  |                                             |                                            |  |  |       |  |  | John de Mowbray, II duca di Norfolk |  |  | Thomas de Mowbray, I duca di Norfolk |  |
|                                            |                                  | Elizabeth FitzAlan                          |                                            |  |  |       |  |  | John de Mowbray, II duca di Norfolk |  |  |                                      |  |
| John de Mowbray, III duca di Norfolk       |                                  |                                             |                                            |  |  |       |  |  | John de Mowbray, II duca di Norfolk |  |  |                                      |  |
|                                            |                                  | Katherine Neville, duchessa di Norfolk      | Ralph Neville, I conte di Westmorland      |  |  |       |  |  |                                     |  |  |                                      |  |
|                                            |                                  | Katherine Neville, duchessa di Norfolk      | Ralph Neville, I conte di Westmorland      |  |  |       |  |  |                                     |  |  |                                      |  |
|                                            |                                  | Katherine Neville, duchessa di Norfolk      | Joan Beaufort, contessa di Westmorland     |  |  |       |  |  |                                     |  |  |                                      |  |
| John de Mowbray, IV duca di Norfolk        |                                  | Katherine Neville, duchessa di Norfolk      |                                            |  |  |       |  |  |                                     |  |  |                                      |  |
|                                            |                                  | William Bourchier, I conte d'Eu             | Sir William Bourchier                      |  |  |       |  |  |                                     |  |  |                                      |  |
|                                            |                                  | William Bourchier, I conte d'Eu             | Sir William Bourchier                      |  |  |       |  |  |                                     |  |  |                                      |  |
|                                            |                                  | William Bourchier, I conte d'Eu             | Alianore de Lovayne                        |  |  |       |  |  |                                     |  |  |                                      |  |
| Eleanor Bourchier                          |                                  | William Bourchier, I conte d'Eu             |                                            |  |  |       |  |  |                                     |  |  |                                      |  |
|                                            |                                  | Anna di Gloucester                          | Tommaso Plantageneto, I duca di Gloucester |  |  |       |  |  |                                     |  |  |                                      |  |
|                                            |                                  | Anna di Gloucester                          | Tommaso Plantageneto, I duca di Gloucester |  |  |       |  |  |                                     |  |  |                                      |  |
|                                            |                                  | Anna di Gloucester                          | Eleanor de Bohun                           |  |  |       |  |  |                                     |  |  |                                      |  |
| Anne de Mowbray                            |                                  | Anna di Gloucester                          |                                            |  |  |       |  |  |                                     |  |  |                                      |  |
|                                            | Richard Talbot, IV barone Talbot | Gilbert Talbot, III Signore di Talbot       |                                            |  |  |       |  |  |                                     |  |  |                                      |  |
|                                            | Richard Talbot, IV barone Talbot | Gilbert Talbot, III Signore di Talbot       |                                            |  |  |       |  |  |                                     |  |  |                                      |  |
|                                            | Richard Talbot, IV barone Talbot | Petronilla Butler                           |                                            |  |  |       |  |  |                                     |  |  |                                      |  |
| John Talbot, I conte di Shrewsbury         | Richard Talbot, IV barone Talbot |                                             |                                            |  |  |       |  |  |                                     |  |  |                                      |  |
|                                            |                                  | Ankaret Lestrange                           | John Lestrange, IV Signore di Lestrange    |  |  |       |  |  |                                     |  |  |                                      |  |
|                                            |                                  | Ankaret Lestrange                           | John Lestrange, IV Signore di Lestrange    |  |  |       |  |  |                                     |  |  |                                      |  |
|                                            |                                  | Ankaret Lestrange                           | Mary FitzAlan                              |  |  |       |  |  |                                     |  |  |                                      |  |
| Elizabeth Talbot, duchessa di Norfolk      |                                  | Ankaret Lestrange                           |                                            |  |  |       |  |  |                                     |  |  |                                      |  |
|                                            |                                  | Richard de Beauchamp, XIII conte di Warwick | Thomas de Beauchamp, XII conte di Warwick  |  |  |       |  |  |                                     |  |  |                                      |  |
|                                            |                                  | Richard de Beauchamp, XIII conte di Warwick | Thomas de Beauchamp, XII conte di Warwick  |  |  |       |  |  |                                     |  |  |                                      |  |
|                                            |                                  | Richard de Beauchamp, XIII conte di Warwick | Margaret Ferrers                           |  |  |       |  |  |                                     |  |  |                                      |  |
| Margaret Beauchamp, contessa di Shrewsbury |                                  | Richard de Beauchamp, XIII conte di Warwick |                                            |  |  |       |  |  |                                     |  |  |                                      |  |
|                                            |                                  | Elizabeth de Berkeley, contessa di Warwick  | Thomas de Berkeley, V barone Berkeley      |  |  |       |  |  |                                     |  |  |                                      |  |
|                                            |                                  | Elizabeth de Berkeley, contessa di Warwick  | Thomas de Berkeley, V barone Berkeley      |  |  |       |  |  |                                     |  |  |                                      |  |
|                                            |                                  | Elizabeth de Berkeley, contessa di Warwick  | Margaret de Lisle                          |  |  |       |  |  |                                     |  |  |                                      |  |
|                                            |                                  | Elizabeth de Berkeley, contessa di Warwick  |                                            |  |  |       |  |  |                                     |  |  |                                      |  |